# Savelij Kramarov
Savelij Viktorovitj Kramarov (på ryska: Савелий Викторович Крамаров) (född 13 oktober 1934 i Moskva, död 6 juni 1995 i San Francisco) var en sovjetisk skådespelare, känd för sina komiska roller i en rad sovjetiska filmer under 1970-talet. Han emigrerade senare i livet till USA där han fortsatte sin karriär fram tills sin död i cancer 1995. 

## Rollista (i urval)
- 1984 – En ryss i New York
- 1984 – 2010
- 1988 – Red Heat